# Star Tribune
Star Tribune – amerykański dziennik publikowany w stanie Minnesota. Został zapoczątkowany w 1867 roku. 
Dzienny nakład pisma wynosi 184 tys. egzemplarzy.